# مايك كيودا
مايك كيودا (بالإنجليزية: Mike Chioda)‏ (1 أغسطس 1966) حكم مصارعة محترفة أمريكي يعمل في اتحاد الدبليو دبليو أي منذ عام 1989 .

## روابط خارجية
- مايك كيودا على موقع IMDb (الإنجليزية)
- مايك كيودا على موقع قاعدة بيانات الفيلم (الإنجليزية)
- مايك كيودا على موقع CageMatch worker (الإنجليزية)
- مايك كيودا على موقع عالم المصارعة على الإنترنت (الإنجليزية)
- مايك كيودا على موقع عالم المصارعة على الإنترنت (الإنجليزية)

- Online World of Wrestling Profile